# شپشک‌های مدیترانه
شپشک‌های مدیترانه (نام علمی: Micrococcidae) نام یک تیره از بالاخانواده شپشک است.